# هنری کلاترباک (بازیکن فوتبال)
هنری کلاترباک (انگلیسی: Henry Clutterbuck؛ ژوئن ۱۸۷۳ – ۱۹ فوریهٔ ۱۹۴۸) بازیکن فوتبال اهل بریتانیا بود.
از باشگاه‌هایی که در آن بازی کرده‌است می‌توان به باشگاه فوتبال کویینز پارک رنجرز، باشگاه فوتبال فولام، باشگاه فوتبال گیلینگام، باشگاه فوتبال چسترفیلد، باشگاه فوتبال گریمزبی تاون، و باشگاه فوتبال بیرمنگام سیتی اشاره کرد.